# Barbara Strachey
Pour les articles homonymes, voir Strachey.
Barbara Halpern Strachey , née le 17 juillet 1912 et morte le 15 octobre 1999 à Oxford est une écrivaine et animatrice radiophonique britannique.

## Biographie

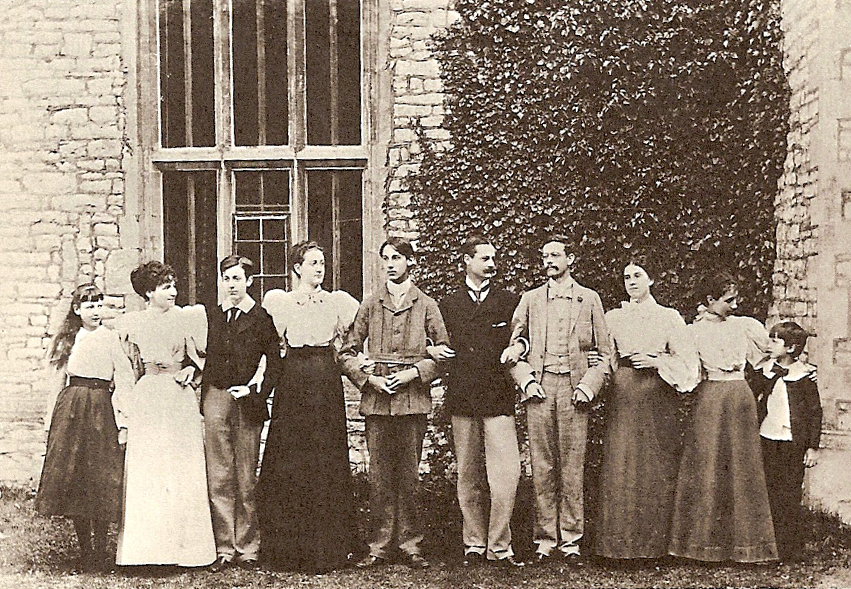
La famille Strachey, vers 1900. Le père de Barbara, Oliver Strachey figure au centre du groupe (cinquième personne à partir de la gauche).

Barbara Strachey est la fille d'Oliver Strachey cryptographe pendant les Première et Seconde Guerres mondiales, et de Ray Strachey, née Costelloe, femme politique féministe, écrivaine et peintre amatrice. Elle est également la nièce de l'écrivain Lytton Strachey, l'un des membres du Bloomsbury Group. 
Elle effectue sa scolarité en Suisse, à Vienne et à Oxford High School. Puis elle étudie  l'histoire à Lady Margaret Hall, Université d'Oxford. Plus tard, elle a travaillé pour la BBC pendant un certain temps et participe en 1965 à la transformation du General Overseas Service en World Service.
En 1934, Barbara Strachey épouse Olaf Hultin, le fils du professeur Arvid Hultin d'Helsinki, mais ils divorcent en 1937. Ils ont eu un fils, Roger. En 1937 , elle épouse en secondes noces  Wolf Halpern, le fils du Dr George Halpern de Jérusalem, tué pendant la Seconde Guerre mondiale. Après la mort de son frère, l'informaticien Christopher Strachey, elle s'installe dans une petite maison à Jericho, Oxford en 1975. C'est là qu'elle commence à écrire avec un intérêt particulier pour l'œuvre de JRR Tolkien.
Interviewée à deux reprises en janvier 1977 et une fois en août 1979 par l'historien Brian Harrison dans le cadre du projet Suffrage Interviews, intitulé Oral evidence on the suffragette and suffragist movements: the Brian Harrison interviews, elle s'exprime principalement sur sa mère, Ray Strachey, tout en évoquant son propre intérêt pour la Women's Employment Federation (Fédération pour l'emploi des femmes) ainsi que ses souvenirs d'enfance au sein de sa famille.

## Œuvre
- (en) Remarkable Relations (1980)
- (en) Journeys of Frodo (en) (1981)[4], ouvrage traduit en français sous le titre : L'Atlas du Seigneur des Anneaux illustré par Jérôme Lereculey (2003)
- (en) Mary Berenson – A Self-Portrait from Her Diaries and Letters (1984, avec Jayne Samuels)
- (en) The Strachey Line (1985)
- (en) The Cause: A Short History of the Women's Movement in Great Britain (avec Ray Strachey)